# Охраняемые памятники КНР
Охраняемые памятники КНР (кит. трад. 全国重点文物保护单位, упр. 全國重點文物保護單位, пиньинь quánguó zhòngdiǎn wénwù bǎohù dānwèi, палл. цюаньго чжундянь вэньу баоху даньвэй, буквально: «Наиболее важные охраняемые культурные памятники страны») — памятники, входящие в утверждаемый Государственным советом список исторических памятников, охраняемых законодательством КНР.
Первый список охраняемых памятников КНР появился 3 апреля 1961 году и содержал 180 наименований, второй — в 1982 году, когда было добавлено ещё 62. В настоящее время этот список многократно расширен.
К охраняемым памятником в Китае относятся места важнейших исторических событий, культурные и научные ценности — здания, произведения искусства, гробницы и древние захоронения, старинная архитектура, пещерные монастыри, парки, каменные стелы с надписями и прочее. В настоящее время в список охраняемых памятников в Китае входит более 2350 объектов.

## Некоторые из охраняемых Памятников КНР
- Буддийский храм Гуанъюн
- Восьмиугольный павильон в Цзинчжэне
- Главный штаб 4-й Красной армии Китая (нач. XX столетия)
- Гробница Ван Цяня
- Гробница Гао Юя
- Гроты Шичжуншань
- Дворец правителя Поднебесной Чжонвана, (Сучжоу (Цзянси)
- Источник Шэнхай
- Каменные колонны с сутрами храма Китигарба
- Каналы Дуцзянъян
- Мавзолей Сун Ятсена (Нанкин)
- Мавзолей Сяолин (Нанкин)
- Магический канал (Синьян)
- Монумент мученикам в защиту железнодорожного проекта (1911) (Чэнду)
- Мост Лудинь (Сычуань)
- Мост Яньцзи в Чэнъяне (Гуанси)
- Мост Гуанцзи (Чаочжоу)
- Наскальная живопись в Хуашане
- Пагода Бамбуковых ростков в Цзингоне
- Пагода Костей змеи в Дали
- Скальные скульптуры Нанькана
- Скальные скульптуры монастыря Хуанцзе
- Статуя Будды в Лэшане
- Стела Кун Баоши (Юньнань)
- Три пагоды (Дали)
- Храм правителя У
- Собор Пресвятой Девы Марии Победительницы (Тяньцзинь)
- Юэянская башня (Хунань).
- Место обитания Юньмоуского человека
- Юньцзюй (Пекин)
- Пагода храма Юнъян в Сучжоу
- Парк Мастера сетей в Сучжоу
- Музей стел в Сиане
- Крепость Дяоюй
- Пещеры Тяньлоншаня
- Уханьский университет и его библиотека